# تورفتگی شریانی-وریدی
تورفتگی شریانی-وریدی (انگلیسی: Arteriovenous nicking) که به آن دندانه‌ای شدن شریانی-وریدی هم می‌گویند، پدیده‌ای است که هنگام معاینهٔ داخل چشم با افتالموسکوپ دیده می‌شود که طی آن آرتریول هنگام عبور از روی وِنول، موجب فشردگی آن شده و در محل عبورش، ورید «تورفتگی» پیدا می‌کند و باریک می‌شود در حالی که در اطراف کمی بیرون می‌زند. شایع‌ترین دلیل بروز این پدیده فشار خون بالا است.
برخی صاحب‌نظران معتقدند از آنجایی که آرتریول و وِنول یک غلاف مشترک دارند، دیواره‌های ضخیم‌تر آرتریول به دیواره وِنول فشار می‌آورند و آن رو دچار تورفتگی می‌کند. این باعث می‌شود وِنول شکل ساعت شنی پیدا کند. عده‌ای دیگر می‌گویند که این پدیده، نتیجه فشرده‌سازی شریان‌ها نیست، بلکه ناشی از ضخیم شدن یا تکثیر سلول‌های گلیال در محل عبور این دو رگ است.
نشانه‌های بالینی مرتبط به این پدیده عبارتند از:
1. نشانهٔ گان - باریک شدن ونول
2. نشانه بانت - برآمدگی ونول در دو طرف محل فشردگی
3. نشانهٔ سالوس - انحراف مسیر ونول[۲]